# Temporada 2022-23 de l'AEC Manlleu
La temporada 2022-23 és la 91a temporada en la història de l'AEC Manlleu (club històric del poble de Manlleu) i la seva 6a temporada consecutiva a la Primera Catalana.

## Resum de la temporada

### Pretemporada i objectius
Abans de l'inici de la temporada 2022-23, l'AEC Manlleu tenia com a objectiu ascendir a la Superlliga catalana 2023-24.

### Primera volta
El 2 d'octubre del 2022, l'AEC Manlleu va començar amb una derrota a casa contra l'Escala per 0-2 a casa. Després d'un empat a fora de casa contra el Mollet per 1-1 i una victòria a casa contra el Torelló per 2-0, l'equip manlleuenc va empatar fora de casa per 3-3 contra el Bosc de Tosca. El Manlleu va continuar la lliga amb una golejada a casa contra el Bescanó per 4-1 i ja sumaven 5 jornades.
Ja al novembre, el Manlleu va caure fora de casa contra el Caldes de Montbui per una golejada en contra de 4-1 i van seguir la mala ratxa perdent a casa contra l'històric Figueres per 1-2. La mala ratxa va seguir amb la derrota a fora de casa per 3-2 contra el Can Gibert. Però finalment, la mala ratxa va acabar amb una victòria important a fora de casa contra el Parets per 0-2.
Després de la victòria, el Manlleu va empatar a casa per 0-0 contra el Palamós. El final de la primera volta de la lliga es va donar amb el derbi a fora de casa contra l'UE Vic, el partit va finalitzar amb un empat a 1-1.
Al començament del 2023, el Manlleu va empatar a casa contra el Lloret per 2-2, i després va guanyar al Banyoles a fora de casa per 1-2, però després van seguir amb una derrota a casa per 2-3 contra el Mataró. Després van perdre a fora de casa per 2-0 contra el Granollers.
El Manlleu va acabar la primera volta de la lliga al 8é lloc amb 13 punts, encara fora dels llocs d'ascens a la superlliga.

### Segona volta
Amb l'inici de la segona volta, el Manlleu va guanyar per 1-2 a fora de casa i contra el líder, l'Escala i va finalitzar una mala ratxa de la primera volta. El Manlleu va continuar la bona ratxa amb una victòria per 3-2 a casa contra el Mollet, i un altre victòria a fora de casa contra el Torelló per 1-2.
El 4 de març de 2023, l'AEC Manlleu va empatar contra el Bosc de Tosca a casa i no van poder continuar amb la ratxa de victòries. L'11 de març, el Manlleu es va enfrontar al Bescanó a fora de casa i l'equip manlleuenc va tornar a punxar amb un altre empat a 0-0. El 18 de març, el Manlleu va tornar a empatar per tercera vegada consecutiva per 2-2 contra el Caldes de Montbui a casa. El 25 de març, el Manlleu va seguir amb la mala ratxa de no guanyar i va perdre per 2-1 contra el Figueres a fora de casa i va ser la primera derrota de la segona volta de Primera Catalana.
L'1 d'abril, el Manlleu va empatar als ultims minuts a casa contra el Can Gibert i van quedar 2-2. La mala ratxa seguia amb 5 partits seguits sense conèixer la victòria. El 15 d'abril el Manlleu va guanyar al Parets per 1-0 com a local i es retrobava amb la victòria però l'objectiu de la Superlliga es començava ja a complicar. El 22 d'abril el Manlleu es despedia pràcticament de la Superlliga perdent per 2-0 a fora de casa contra el Palamós. Però la derrota més dura de l'equip manlleuenc va ser una derrota al 30 d'abril al Municipal de Manlleu en el derbi osonenc contra el Vic per 1-2 i posant un trist final de temporada de l'equip manlleuenc.
El 6 de maig el Manlleu va seguir amb el mal final de temporada perdent contra el Lloret a fora de casa per 4-2 en la penùltima jornada de la Primera Catalana. Finalment el 14 de maig el Manlleu va finalitzar una temporada bastant dolenta amb una victòria per 1-0 a casa a les acaballes del partit contra el Banyoles.

### Resultats finals i conclusions de l'equip
Finalment el Manlleu va acabar en el 8è lloc de la Primera Catalana i no es classificava per l'ascens a la Superlliga.
A l'ùltima setmana de maig es va oficialitzar la renovació de l'entrenador Manel Sala malgrat no haver pogut aconseguir l'ascens, el Manlleu es troba en una fase de renaixament de l'equip en el qual els pròxims dies es ofialitzaran nous contractes i renovacions de jugadors, per tal d'aconseguir l'ascens a la temporada de Primera Catalana 2023-24.

## Plantilla
| N. | Pos. | Nac. | Jugador         |
| -- | ---- | --- | --------------- |
| 1  | POR  | [[Fitxer:Flag of Catalonia.svg\|23x15px\|border \|alt=Catalunya\|link=Selecció de futbol de Catalunya\|{{#if:\|]] | Carlos Zorrilla |
| 13 | POR  | [[Fitxer:Flag of Catalonia.svg\|23x15px\|border \|alt=Catalunya\|link=Selecció de futbol de Catalunya\|{{#if:\|]] | Iván Gonzalez   |
| 4  | DEF  | [[Fitxer:Flag of Catalonia.svg\|23x15px\|border \|alt=Catalunya\|link=Selecció de futbol de Catalunya\|{{#if:\|]] | Isaac Aguilar   |
| 2  | DEF  | [[Fitxer:Flag of Catalonia.svg\|23x15px\|border \|alt=Catalunya\|link=Selecció de futbol de Catalunya\|{{#if:\|]] | Joel Punti      |
| 3  | DEF  | [[Fitxer:Flag of Catalonia.svg\|23x15px\|border \|alt=Catalunya\|link=Selecció de futbol de Catalunya\|{{#if:\|]] | Jordi Costa     |
| 10 | DEF  | [[Fitxer:Flag of Catalonia.svg\|23x15px\|border \|alt=Catalunya\|link=Selecció de futbol de Catalunya\|{{#if:\|]] | Martí Soler     |
| 5  | DEF  | [[Fitxer:Flag of Catalonia.svg\|23x15px\|border \|alt=Catalunya\|link=Selecció de futbol de Catalunya\|{{#if:\|]] | Pol Pous        |
| 20 | DEF  | [[Fitxer:Flag of Catalonia.svg\|23x15px\|border \|alt=Catalunya\|link=Selecció de futbol de Catalunya\|{{#if:\|]] | Eveli Noguera   |
| 11 | MIG  | [[Fitxer:Flag of Catalonia.svg\|23x15px\|border \|alt=Catalunya\|link=Selecció de futbol de Catalunya\|{{#if:\|]] | Albert Julià    |
| 18 | MIG  | [[Fitxer:Flag of Catalonia.svg\|23x15px\|border \|alt=Catalunya\|link=Selecció de futbol de Catalunya\|{{#if:\|]] | Aitor Cárdenas  |
| 9  | MIG  | [[Fitxer:Flag of Catalonia.svg\|23x15px\|border \|alt=Catalunya\|link=Selecció de futbol de Catalunya\|{{#if:\|]] | Erik Castillo   |

| N. | Pos. | Nac. | Jugador            |
| -- | ---- | --- | ------------------ |
| 6  | MIG  | [[Fitxer:Flag of Catalonia.svg\|23x15px\|border \|alt=Catalunya\|link=Selecció de futbol de Catalunya\|{{#if:\|]] | Marc Grifell       |
| 14 | MIG  | [[Fitxer:Flag of Catalonia.svg\|23x15px\|border \|alt=Catalunya\|link=Selecció de futbol de Catalunya\|{{#if:\|]] | Martí Barniol      |
| 15 | MIG  | [[Fitxer:Flag of Catalonia.svg\|23x15px\|border \|alt=Catalunya\|link=Selecció de futbol de Catalunya\|{{#if:\|]] | Oleguer Vila       |
| 21 | MIG  | [[Fitxer:Flag of Catalonia.svg\|23x15px\|border \|alt=Catalunya\|link=Selecció de futbol de Catalunya\|{{#if:\|]] | Pius Quer          |
| 19 | MIG  | [[Fitxer:Flag of Catalonia.svg\|23x15px\|border \|alt=Catalunya\|link=Selecció de futbol de Catalunya\|{{#if:\|]] | Roger Alsina       |
| 22 | MIG  | [[Fitxer:Flag of Catalonia.svg\|23x15px\|border \|alt=Catalunya\|link=Selecció de futbol de Catalunya\|{{#if:\|]] | Adam Rovira        |
| -  | DAV  | [[Fitxer:Flag of Catalonia.svg\|23x15px\|border \|alt=Catalunya\|link=Selecció de futbol de Catalunya\|{{#if:\|]] | Marc Vilajosana    |
| -  | DAV  | [[Fitxer:Flag of Catalonia.svg\|23x15px\|border \|alt=Catalunya\|link=Selecció de futbol de Catalunya\|{{#if:\|]] | Rafael Perez       |
| 8  | DAV  | [[Fitxer:Flag of Morocco.svg\|23x15px\|border \|alt=Marroc\|link=Selecció de futbol del Marroc\|{{#if:\|]]        | Zakaria El Idrissi |
| 8  | DAV  | [[Fitxer:Flag of Catalonia.svg\|23x15px\|border \|alt=Catalunya\|link=Selecció de futbol de Catalunya\|{{#if:\|]] | Zakaria El Bakali  |
| 16 | DAV  | [[Fitxer:Flag of Catalonia.svg\|23x15px\|border \|alt=Catalunya\|link=Selecció de futbol de Catalunya\|{{#if:\|]] | Omar Bouloum       |

### Cos tècnic
- Entrenador:  Manel Sala
- Segon entrenador:  Gerard Casanova "Katta"
- Preparador físic i ajudant:  Rubén Pérez
- Entrenador de porters:  Xavier Navarro
- Fisioterapeuta:  Gerard Baulenas
- Delegat d'equip:  Carles Álvarez
- Utiller:  Gustavo
- Cap de Comunicació:  Ramon Anglada